# Ataenius palustris
Ataenius palustris är en skalbaggsart som beskrevs av Xavier Montrouzier 1860. Ataenius palustris ingår i släktet Ataenius och familjen Aphodiidae.
Artens utbredningsområde är Nya Kaledonien. Inga underarter finns listade.